# Kiskörút
Kiskörút (deutsch Kleine Ringstraße) ist die Sammelbezeichnung für die (unvollständige) Budapester Ringstraße, die das Pester Stadtzentrum umschließt. Sie besteht aus drei Teilen: Karoly körút (zeitweilig Tanács körút genannt, ab dem Deák Ferenc tér), Múzeum körút und Vámház körút, der am Vámház tér (Zollhausplatz) und der Freiheitsbrücke (Szabadság hid) über die Donau endet. Während der kommunistischen Periode hieß der nach dem Zollhaus benannte Abschnitt Tolbuchin körút. Die Gesamtlänge des kleinen Rings beträgt 1,5 km.

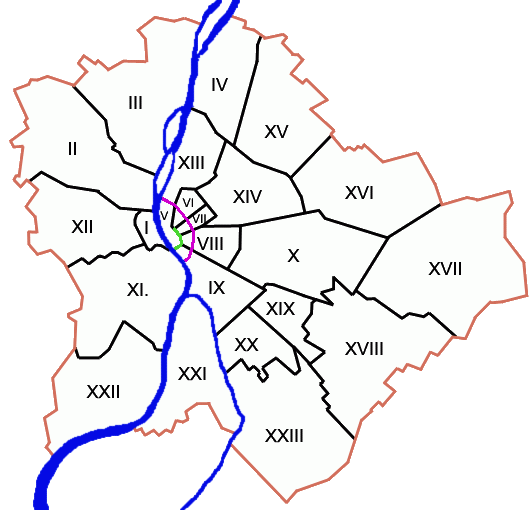
Die Budapester Ringstraßen.
Grün: Kleine Ringstraße (Kiskörút),
Rot: Große Ringstraße (Nagykörút)

Der Straßenzug entstand ab 1866 anstelle der mittelalterlichen Pester Stadtmauern und wurde gleichsam naturwüchsig zum Ausgangspunkt mehrerer wichtiger Fernstraßen. Er weist namhafte Sehenswürdigkeiten auf, beispielsweise das klassizistische Nationalmuseum, in den Jahren 1837 bis 1847 erbaut nach Plänen von Mihály Pollack sowie die Große Markthalle. Etwas abseits, an der Ecke von Károly körút und Dohány utca steht die Große Synagoge.

## Verkehr
Der Kleine Ring wird von den Straßenbahnlinien 47 und 49 erschlossen, die am Deák Ferenc tér ihre Endstation haben. Neben der U-Bahn Station Deák Ferenc tér, die von drei Linien bedient wird und somit die wichtigste der Metró Budapest ist, liegen noch die Stationen Astoria und Kálvin tér (in der Nähe der calvinistischen Hauptkirche) am Kleinen Ring.